# 中越號誌站

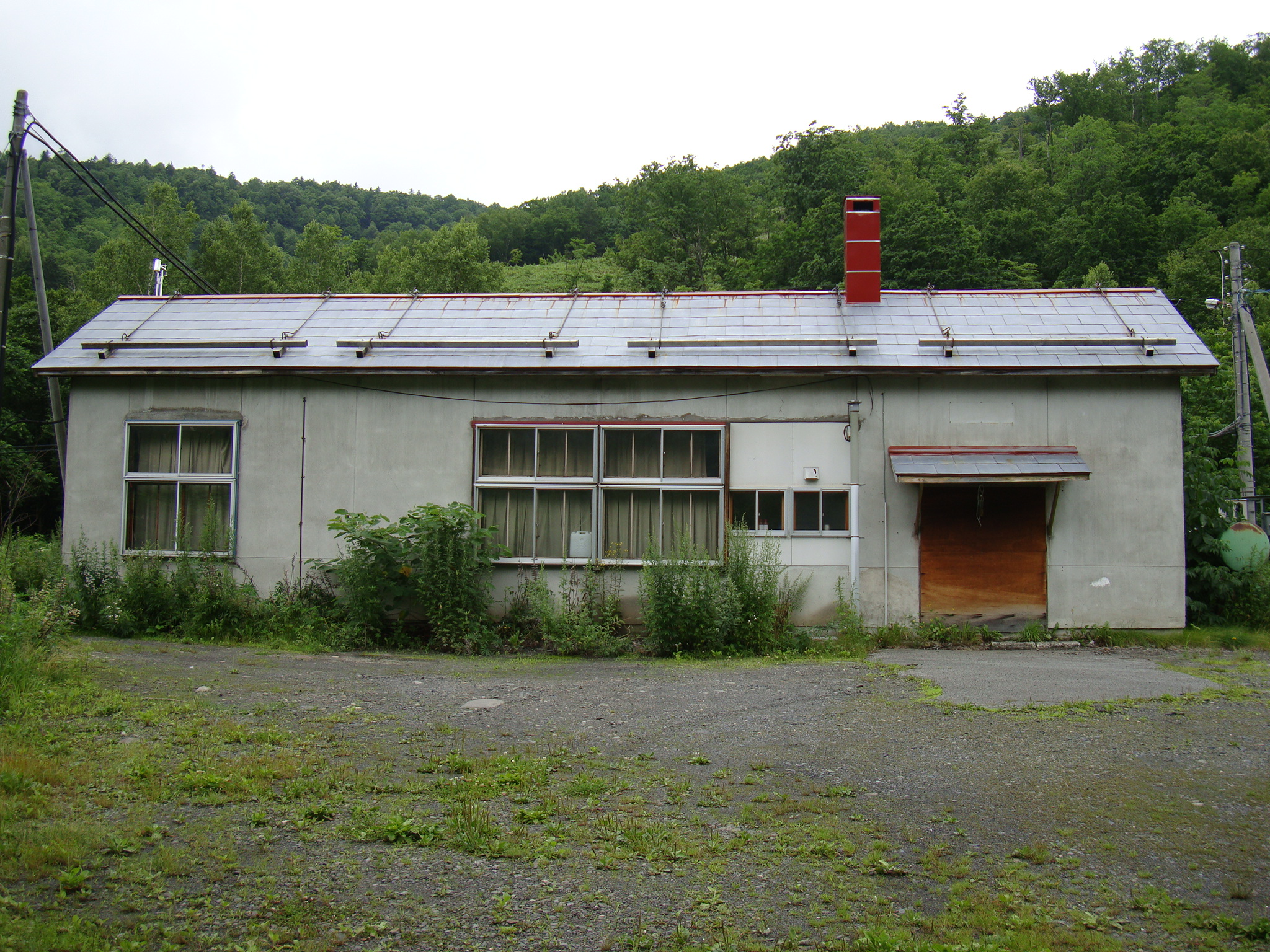
保線所（舊中越車站站房）

中越號誌站（日语：／ Nakakoshi shingōjō */?）是北海道旅客鐵道石北本線沿線之號誌站，位於日本北海道上川郡上川町境內。

## 車站構造
擁有3線，可供會車的號誌站。設立中越站後此地區的人口仍逐漸流失，利用率低落，最後於2001年（平成13年）7月1日停辦客運業務，降級為號誌站。

## 車站週邊
位於山道的西邊（上川側）入口位置。附近只有道路、溪流與森林。
- 國道273號

## 歷史
- 1929年（昭和4年）11月20日 - 車站設立。
- 1975年（昭和50年）12月25日 - 停辦貨運與行李托運的業務。
- 1983年（昭和58年）1月10日 - 調度集中系統（CTC）施行後降為無人車站。
- 1986年（昭和61年）11月1日 -  時刻表改點，每日僅1個往復班次停靠。
- 1987年（昭和62年）4月1日 - 國鐵分割民營化，車站劃歸由JR北海道繼承。
- 2001年（平成13年）7月1日 - 停辦客運業務，改為號誌站。

## 相鄰車站
北海道旅客鐵道（JR北海道）
■石北本線
上川（A43）－（天幕）－（中越信號場）－（上越信號場）－（奧白瀧信號場）－（上白瀧（A44））－白瀧（A45）

## 外部連結
- （日語）全驛參觀之旅 （页面存档备份，存于）